# Sobór konstantynopolitański IV
Sobór Konstantynopolitański IV – sobór biskupów chrześcijańskich, zwołany na przełomie 869 i 870 roku w Konstantynopolu przez cesarza Bazylego I Macedończyka. Sobór, odbywający się za zgodą papieża Hadriana II, zajął się rozsądzeniem sporu między papieżem a patriarchą Konstantynopola Focjuszem. Focjusz został potępiony i pozbawiony godności patriarszej.
Poruszona została także sprawa Bułgarów, których Kościół, mimo protestu papieskich legatów, włączył do patriarchatu Konstantynopolitańskiego.
Uważany jest przez Kościół katolicki za ósmy Sobór Powszechny, dla prawosławnych ma charakter soboru lokalnego.
Na przełomie 879 i 880 roku sobór zebrał się ponownie. Zrehabilitowano na nim Focjusza. Druga sesja soboru została początkowo uznana za powszechną przez Kościół katolicki i prawosławie, jednak w XI wieku na skutek schizmy wschodniej Kościół katolicki powrócił do opinii o błędach Focjusza.
Przez wielu historyków i teologów katolickich Sobór Konstantynopolitański IV nie jest uważany za powszechny.